# Flughafen Pullman/Moscow

i7
i11
i13
Der Pullman-Moscow Regional Airport (IATA: PUW, ICAO: KPUW) ist ein kleiner Verkehrsflughafen zwischen Pullman und Moscow im Südosten des US-Bundesstaates Washington.
Linienflüge von/nach Pullman/Moscow werden nur von der Regionalfluggesellschaft Horizon Air angeboten, einer Tochtergesellschaft von Alaska Airlines. Der Flughafen hat besondere Bedeutung für die nahe gelegenen Universitäten Washington State University und University of Idaho. So finden häufig Charterflüge von Frontier Airlines oder Allegiant Air anlässlich von Auswärtsspielen der Universitätssportmannschaften statt.
Der Flughafen verfügt über eine Landebahn mit einer Länge von 2.051,3 Metern.